# Естемменозухові
Естемменозухові (Estemmenosuchidae) — викопна родина великих, дуже ранніх травоїдних терапсидів, які існували у гвадалупський період. Належали до підряду диноцефали (Dinocephalia).
Вони мали характерні рогоподібні структури, що, ймовірно, слугували для демонстративної або агоністичної поведінки. Окрім найвідомішого роду Estemmenosuchus, група маловідома. Нині їхні скам'янілості відомі лише з Пермської області Росії.

## Роди
- Anoplosuchus
- Estemmenosuchus
- Molybdopygus
- Zopherosuchus
- ?Parabradysaurus